# هاوارد دویچ
هاوارد دویچ (انگلیسی: Howard Deutch؛ زادهٔ ۱۴ سپتامبر ۱۹۵۰) یک کارگردان اهل ایالات متحده آمریکا است. وی از سال ۱۹۸۶ میلادی تاکنون مشغول فعالیت بوده‌است.